# 方土人
方土人（1906年—2000年），江蘇江都人。
1906年出生於上海，1927年上海吳淞鎮國立政治大學肄業，後在上海奉賢曙光中學執教，1928年因創辦《大火》雜誌入獄，隔年出獄，1933年在上海北區加入左聯，創辦《春光》雜誌，專任文學翻譯事業，1939年後歷任蘇聯塔斯社駐華分社翻譯員、中国社会科学院外国文学研究所副研究员。譯有《中亞風土記》、《紅雲》。